# شيرغيسفالده-كيرشاو
شيرغيزوالده كيرشاو (بالألمانية: Schirgiswalde-Kirschau) هي بلدة ألمانية تقع في ألمانيا في ساكسونيا. يقدر عدد سكانها بـ 6,928 نسمة .

## المدن التوأمة
مدن Denkingen، نيدراشتتن و زوندرن هي مدن توأمة لـشيرغيزوالده كيرشاو.